# Хікубе
Хікубе (яп. 比久皿島, ひくべじま) — безлюдний острів у західній частині Внутрішнього Японського моря. Належить до групи островів Ґеййо. Розташований в північній частині моря Акі, за 1,4 км на південний схід від острова Сімо-Камаґарі. Площа — 1249,9 м². Рельєф гористий. Складова міста Куре, колишнього містечка Сімо-Камаґарі. За формою нагадує листок дерева, обернутий гострим кінцем на північний захід. На півдні і сході острова, на відстані 9 — 12 м від берега, знаходиться п'ять малих островів-скель. Західніше, на відстані 65 м, розташовано два невеликі острова-скелі.